# Thézan-lès-Béziers
Thézan-lès-Béziers è un comune francese di 2 652 abitanti situato nel dipartimento dell'Hérault nella regione dell'Occitania. Il territorio comunale è attraversato dal fiume Orb.

## Società

### Evoluzione demografica
Abitanti censiti